# 丁玲文学奖
丁玲文学奖1987年3月，由原湖南省常德地区文联等发起设立，以常德籍作家丁玲的名字命名，每3年举办一次。2019年，改为两年一评，并由《文艺报》、《人民文学》、《诗刊》和《小说选刊》等4家单位具体组织评奖。

## 第一届
- 二等奖

吴飞舸《泪土》(长篇小说)
陶少鸿《梦生子》(中篇小说)
汪荡平《青橄榄》(大型戏曲)
孟久成《名医》(短篇小说)
- 三等奖

曾辉《财女》(长篇小说)
彭其芳《桃花源新记》(散文集)
李永芹《寂寞的爱》(中短篇小说集)
聂建长《神秘的军车》(中篇小说)
罗学知《追授勋章的女警官》(中篇小说)
钟月《天赐街雪葬》(中篇小说)
余昭富《辩护席上的新星》(报告文学)
章戈《金皇后象章和十颗眼珠》(中篇小说)
马季、王兆元、杨善智《笑破情网》（电影文学剧本）
周志华、诸戈文《遛马记》（电影文学剧本）
窦强《路漫漫》(中篇小说)

## 第十届[1]
- 短篇小说集：毕亮《在深圳》
- 中短篇小说集：孙开国《灯草花儿黄》
- 长篇小说：潘文林《空谷》、刘海生《贵人》、陈彦斌《黑鱼泡子》、廖少云《米米亚氆氇猫》
- 长篇传记文学：李向东、王增如《丁玲传》
- 散文集：卢年初《从乡村到城市：一路疼痛》、谈雅丽《沅水的第三条河岸》
- 诗歌集：灵悟《禅诗三百首》、张惠芬《张惠芬诗选》、黄飞跃《黄家湾》、张剑霜《河床是河流的什么》

## 第十一届
2020年12月10日，在湖南常德举行颁奖典礼。
- 小说类

成就奖：王蒙
作品奖：叶兆言《刻骨铭心》(长篇小说)、葛水平《德吉梅朵》(中篇小说)、范小青《邀请函》(短篇小说)
新锐奖：付秀莹、刘汀、渡澜
- 散文类

成就奖：张承志
作品奖：彭程《家住百万庄》、阿来《水杉，一种树的故事》、王剑冰《塬上》
新锐奖：朝颜、田鑫、安宁
- 诗歌类

成就奖：汤养宗
作品奖：江非《仙鹤》、叶丽隽《松塔》、剑男《孤独的湖水》
新锐奖：江汀、年微漾、缎轻轻
- 文学评论类

成就奖：张炯
作品奖：南帆]《现实主义、理想与历史逻辑》、孟繁华《新中国70年农村题材/新乡土文学：本土叙事与中国文学的经验形式》、贺绍俊《新中国70年的革命历史和革命战争小说：当代文学的“洪钟大吕”》
新锐奖：张定浩、何同彬、李壮

## 第十二届
- 小说类

成就奖：蒋子龙
作品奖：老藤《北地》（长篇小说）、谈雅丽《在去留不定的北方》（中篇小说）、黄咏梅《蓝牙》（短篇小说）
新锐奖：雷默、孟小书、杨知寒
- 散文类

成就奖：陈建功
作品奖：何士光《秋光里，河岸上》、孙郁《复州记屑》、李晓东《在王陶村遇见乡愁》
新锐奖：胡竹峰、盛文强、庄公子
- 诗歌类

成就奖：欧阳江河
作品奖：张战《蜗牛与我》、路也《空旷》、秦立彦《迎春花》
新锐奖：马骥文、李松山、康宇辰
- 文学评论类

成就奖：南帆
作品奖：王尧《寻找小说艺术变革的力量》、王一川《文艺评论者的“怕”》、张燕玲《人生的光影与人性的回响》
新锐奖：刘大先、张鹏禹、路杨